# Альбрехт I (герцог Брауншвейг-Грубенхагена)
Альбрехт I Брауншвейг-Грубенхагенский (1339 — 1383) — князь Грубенхагена с 1361 года до своей смерти.

## Биография
Старший сыном герцога Эрнста I Старшего и его жены Адельгейды Эберштейнской. В 1359 году его отец сделал его соправителем. После смерти отца в 1361 году он правил княжеством единолично, за исключением нескольких владений в Остероде и Херцберге, которые он передал своему брату Фридриху. Он жил один в замке Зальцдерхельден в Айнбеке, поэтому его прозвали «Солёным Герцогом».
Его почитали как любителя истории и науки. Тем не менее, во время его правления процветал разбой на дорогах, и он, возможно, даже участвовал в этом сам, что приводило к конфликтом с соседями. В 1361 году он поссорился с графом Отто из Вальдека и его сыном Генрихом. В 1362 году Альбрехт и его брат Иоганн были захвачены в плен во время битвы при Арнольдсхаузене. Их освободили только после того, как они поклялись Urfehde.
Территории ландграфа Тюрингии Фридриха III особенно сильно страдали от набегов Альбрехта и его вассалов. После нескольких ни к чему не приведших предупреждений, Фридрих III напал на Грубенхаген в 1365 году со своей главной армией. Утверждается, что в армии было более 18 тысяч человек. Они разбили лагерь перед Айнбеком и Зальцдерхельденом, однако через несколько месяцев им пришлось уйти ни с чем. Описание этой атаки содержит первое упоминание о пистолете в Брауншвейге (diz waz die erste buchse, dy y dessin landin vernommen wart). Ландграф опустошил города и деревни, захватил и разрушил замки нескольких вассалов-разбойников Альбрехта и тем самым заставил его заключить перемирие. Вскоре Альбрехт снова нарушил мир, а ландграф снова опустошил всю страну, и Альбрехту пришлось ждать в Айзенахе разрешение спора.
Из-за этих междоусобиц у Альбрехта не было денег, и ему пришлось заложить и продать часть своих владений.
Альбрехт был женат на Агнессе, дочери герцога Магнуса II Торкватуса. У них был один сын, Эрих I.
Альбрехт умер в 1383 году и был похоронен в церкви Святого Александра в Айнбеке.